# Institutsgebäude Ketzerbach 63

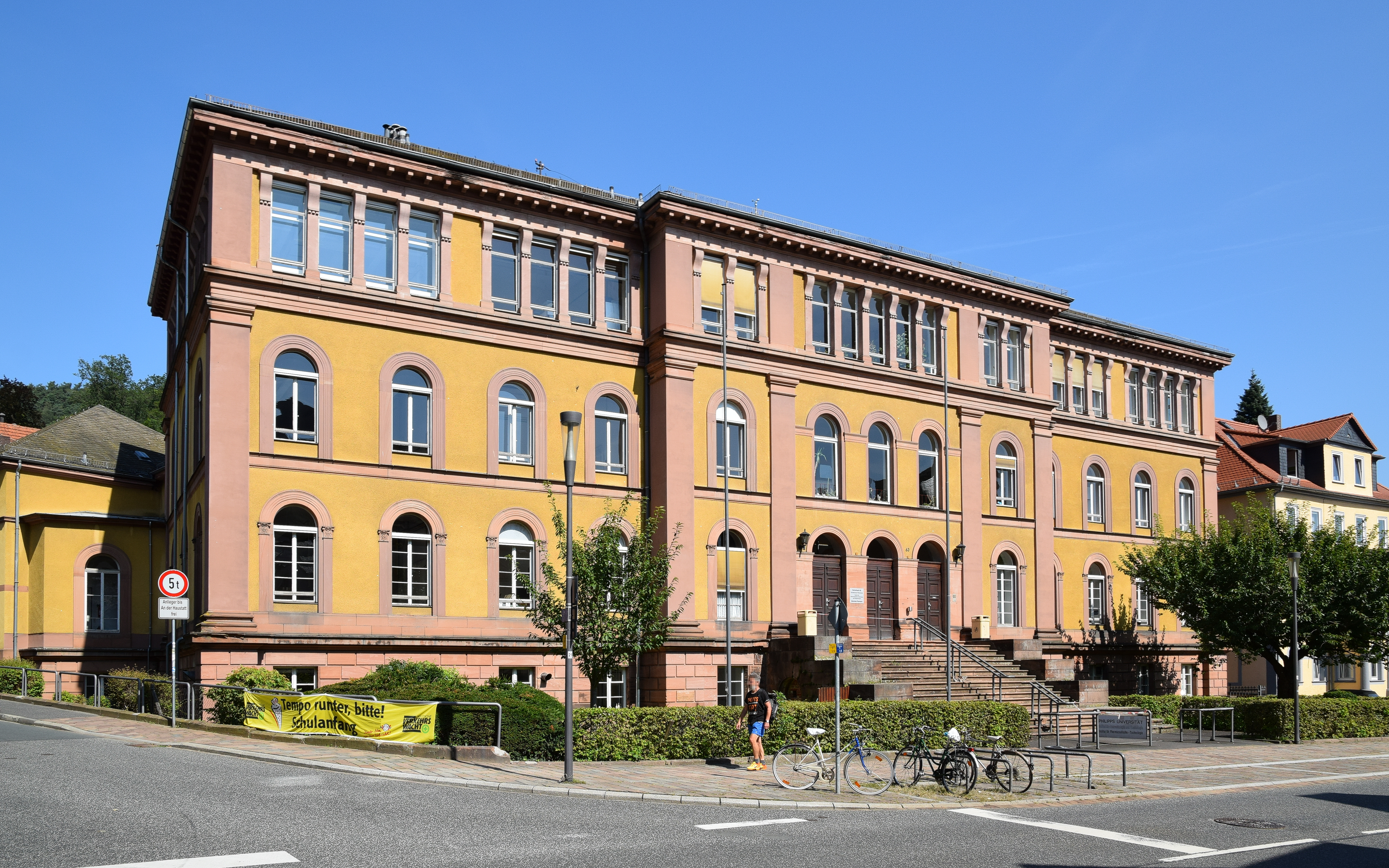
Das Gebäude im Zustand vor der 2022 erfolgten Sanierung

Das Institutsgebäude Ketzerbach 63 in Marburg wurde ursprünglich als Anatomisches Institut erbaut und beherbergt heute das Institut für Politikwissenschaft der Philipps-Universität Marburg. Das Gebäude wurde 1839 bis 1842 nach den Entwürfen von Nicolaus Erdmann Arend, Johann Conrad Rudolph und Heinrich Ludwig Regenbogen errichtet und später mehrfach erweitert und saniert.

## Geschichte
Das Gebäude wurde 1839 bis 1842 als Anatomisches Institut errichtet. In den folgenden Jahren war es zunächst Sitz des Zoologischen Instituts, bis 1976 das Institut für Pharmakologie und Toxikologie und das Institut für Pharmazeutische Technologie einzogen. Nach der Verlagerung der medizinischen Institute auf die Lahnberge wurde das Gebäude bis 2016 vom Fachbereich Pharmazie genutzt. Seit 2022 beherbergt es das Institut für Politikwissenschaft.

## Architektur
Das Gebäude wurde im Rundbogenstil errichtet, der Elemente aus der Romanik und der Renaissance aufgreift. Die Architektur erinnert an italienische Palastbauten der Renaissance und zeichnet sich durch ihre flache Walmdachkonstruktion und die große Freitreppe aus. Der ursprüngliche Bau bestand aus zwei Vollgeschossen und einem hohen Sandsteinsockel. Im Jahr 1903 wurde das Gebäude um eine Etage aufgestockt, was durch die Verwendung rechteckiger Gruppenfenster im obersten Geschoss erkennbar ist. Im Innenraum besitzt das Gebäude ein großzügiges Treppenhaus und funktional gehaltene Räume.

## Sanierung
Im Frühjahr 2022 konnte das Institut für Politikwissenschaft nach einer grundlegenden Sanierung seine neuen Räume in dem denkmalgeschützten Altbau beziehen. Ein wesentlicher Bestandteil der Sanierung war die Schadstoffbeseitigung aufgrund einer Asbestbelastung und die Verbesserung der Energiebilanz des Gebäudes. Die originalen Eichenfenster im Hauptgebäude wurden als Kastenfenster erhalten. Auch wurde eine Barrierefreiheit hergestellt, indem ein Aufzug eingebaut und eine Rampe am seitlichen Eingang geschaffen wurde.

## Denkmalschutz
Das Gebäude steht aufgrund seiner historischen Bedeutung und seiner Rolle in der Entwicklung der medizinischen und naturwissenschaftlichen Fakultäten der Universität unter Denkmalschutz und wurde in enger Abstimmung mit dem Landesamt für Denkmalpflege Hessen saniert.